# 대무프티

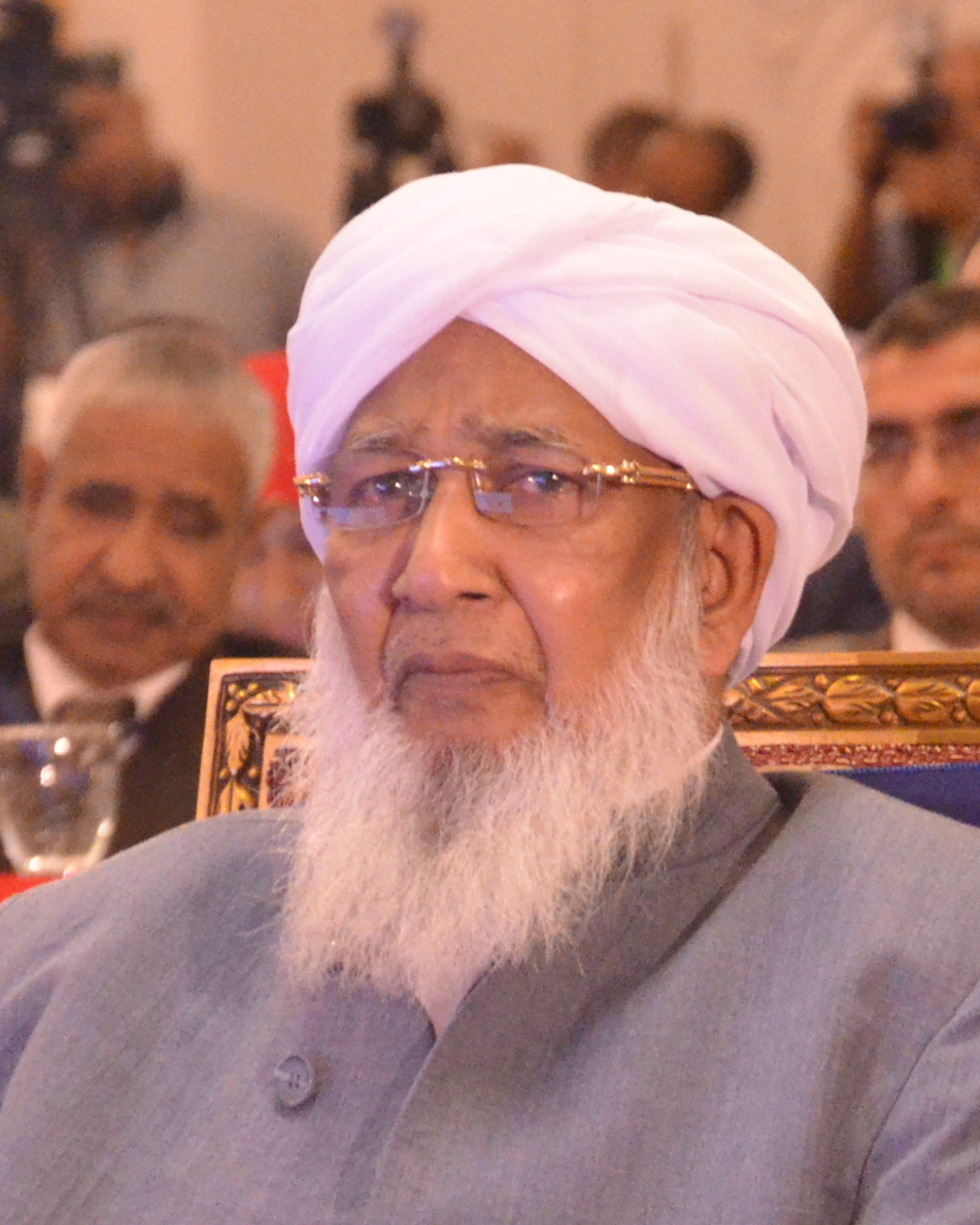

대무프티(아랍어: مفتي عام)는 수니파 또는 이바디파 이슬람국가에서 종교법상 가장 높은 직책이다. 대무프티는 파트와와 피끄흐의 해석을 맡는다.

## 종류
임명직 무프티
- 오스만 제국에서 대무프티는 공식적 직책이었다. 그리고 콘스탄티노플의 무프티가 가장 권위있는 대무프티였다.[2]
- 영국 식민지 시대 동안 영국은 팔레스타인 통치 기간에 예루살렘의 대무프티를 팔레스타인의 수장이었다.
- 사우디아라비아의 대무프티는 국왕이 임명한다.
- 브루나이의 대무프티는 술탄이 지명한다.

선출직 무프티
- 말레이시아는 울라마에서 대무프티를 선출한다.

## 현재 국가별 대무프티 목록
- 압둘아지즈 이븐 압둘라 셰흐 (사우디아라비아)
- 샤키 이브라힘 알람 (이집트)
- 라피 타하 알라피 (이라크)
- 압둘 카림 카샤네흐 (요르단)
- 아흐메드 바드레딘 하순 (시리아)
- 셰흐 압둘 라티프 데르얀 (레바논)
- 아흐메드 빈 모하메드 알칼리 (오만)

## 같이 보기
- 이맘
- 무프티